# Isabelle Weidemannová
Isabelle Weidemannová (* 18. července 1995 Ottawa, Ontario) je kanadská rychlobruslařka.
V roce 2014 se poprvé představila na juniorském světovém šampionátu a téhož roku se objevila v Světovém poháru juniorů. Od podzimu 2014 však začala pravidelně startovat v seniorském Světovém poháru a roku 2016 debutovala na Mistrovství světa na jednotlivých tratích. Zúčastnila se Zimních olympijských her 2018 (3000 m – 7. místo, 5000 m – 6. místo, stíhací závod družstev – 4. místo). Na Mistrovství světa na jednotlivých tratích 2020 získala ve stíhacím závodě družstev bronzovou medaili a z MS 2021 si z téže disciplíny přivezla stříbro. Na Zimních olympijských hrách 2022 vybojovala zlatou medaili ve stíhacím závodě družstev, stříbro na distanci 5000 m a bronzovou medaili na trati 3000 m.